# Archidiecezja Valladolid
Archidiecezja Valladolid – łac. Archidioecesis Vallisoletanus – archidiecezja Kościoła rzymskokatolickiego w Hiszpanii. Jest główną diecezją metropolii Valladolid. Została erygowana w 25 września 1595. 4 lipca 1857 została podniesiona do rangi metropolii.

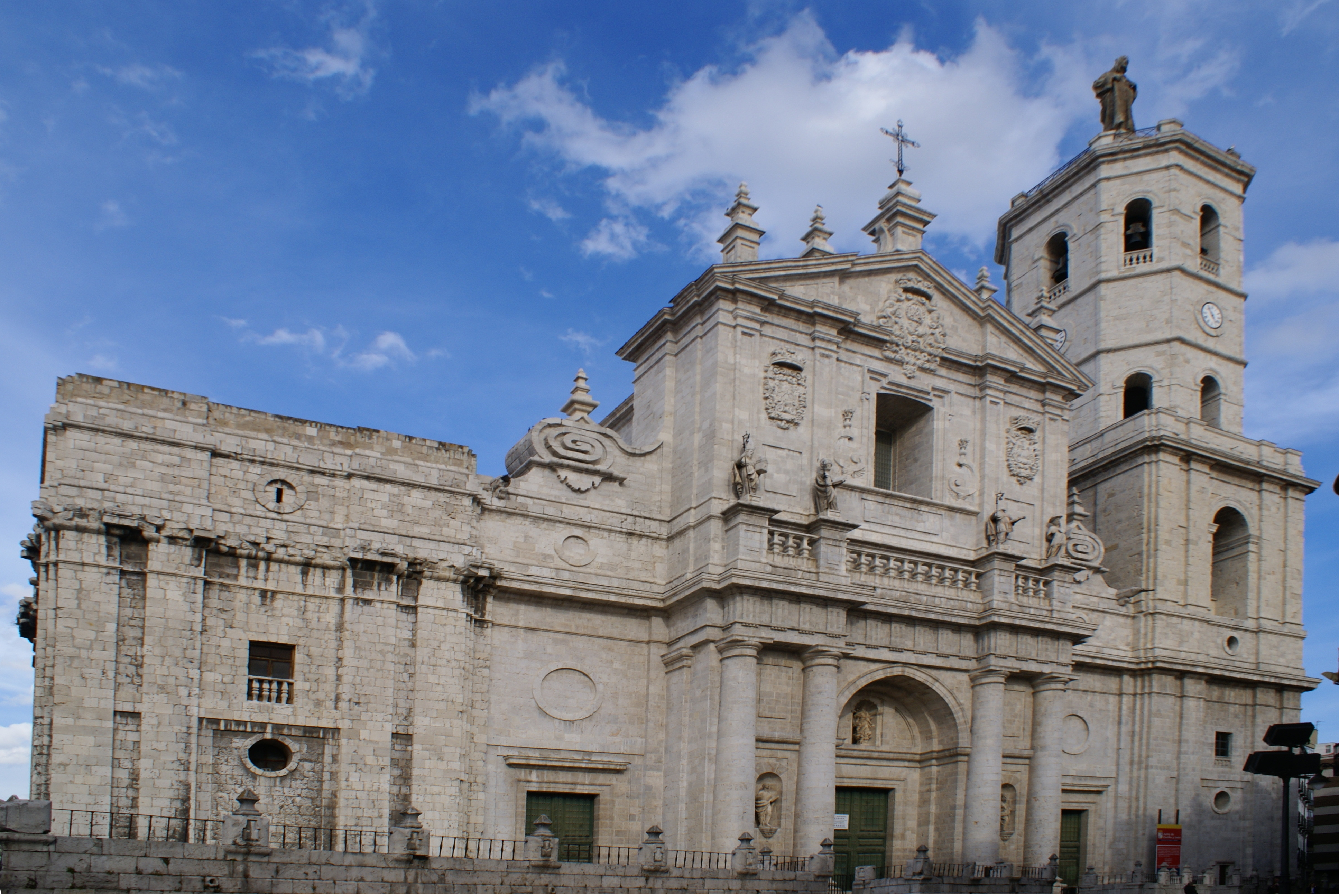
Archikatedra w Valladolid